# High School Musical 3: Sista året
High School Musical 3: Sista året (originaltitel: High School Musical 3: Senior Year) är en amerikansk dramakomedi med bland annat Zac Efron och Vanessa Hudgens som spelar som huvudrollerna Troy Bolton och Gabriella Montez. Filmen hade premiär i Sverige den 22 oktober 2008.
Till skillnad från High School Musical och High School Musical 2 visades filmen enbart på bio istället för på Disney Channel.

## Handling
Filmen handlar om huvudpersonernas sista år i High School. 
Paret Troy och Gabriella oroar sig för att splittras om de börjar på olika college, Sharpay strävar efter att bli balens drottning och Ryan fokuserar allt på sin framtid. 
Samtidigt jobbar alla tillsammans med den sista vårmusikalen som ska reflektera deras kunnande, förhoppningar och rädslor.

## Rollista

### Återvändande skådespelare
- Zac Efron som Troy Bolton
- Vanessa Hudgens som Gabriella Montez
- Ashley Tisdale som Sharpay Evans
- Corbin Bleu som Chad Danforth
- Lucas Grabeel som Ryan Evans
- Monique Coleman som Taylor McKessie
- Olesya Rulin som Kelsi Nielsen
- Ryne Sanborn som Jason Cross
- Chris Warren Jr. som Zeke Baylor
- KayCee Stroh som Martha Cox
- Alyson Reed som Ms. Darbus
- Bart Johnson som Jack Bolton
- Leslie Wing som Lucille Bolton

### Nya skådespelare
- Jemma McKenzie-Brown som Tiara Gold
- Matt Prokop som Jimmy Zara
- Justin Martin som Donny Dion
- David Reivers som Mr. Danforth

## Soundtrack
Det finns ett soundtrack till filmen, se High School Musical 3: Senior Year (album)